# Buste du roi Baudouin
Le buste du roi Baudouin est un monument commémoratif situé à Bruxelles-ville en Belgique.

## Localisation
Le buste se dresse entre le boulevard de l'Impératrice et la cathédrale Saints-Michel-et-Gudule de Bruxelles, dans les jardins situés dans la perspective de l'édifice religieux.

## Historique

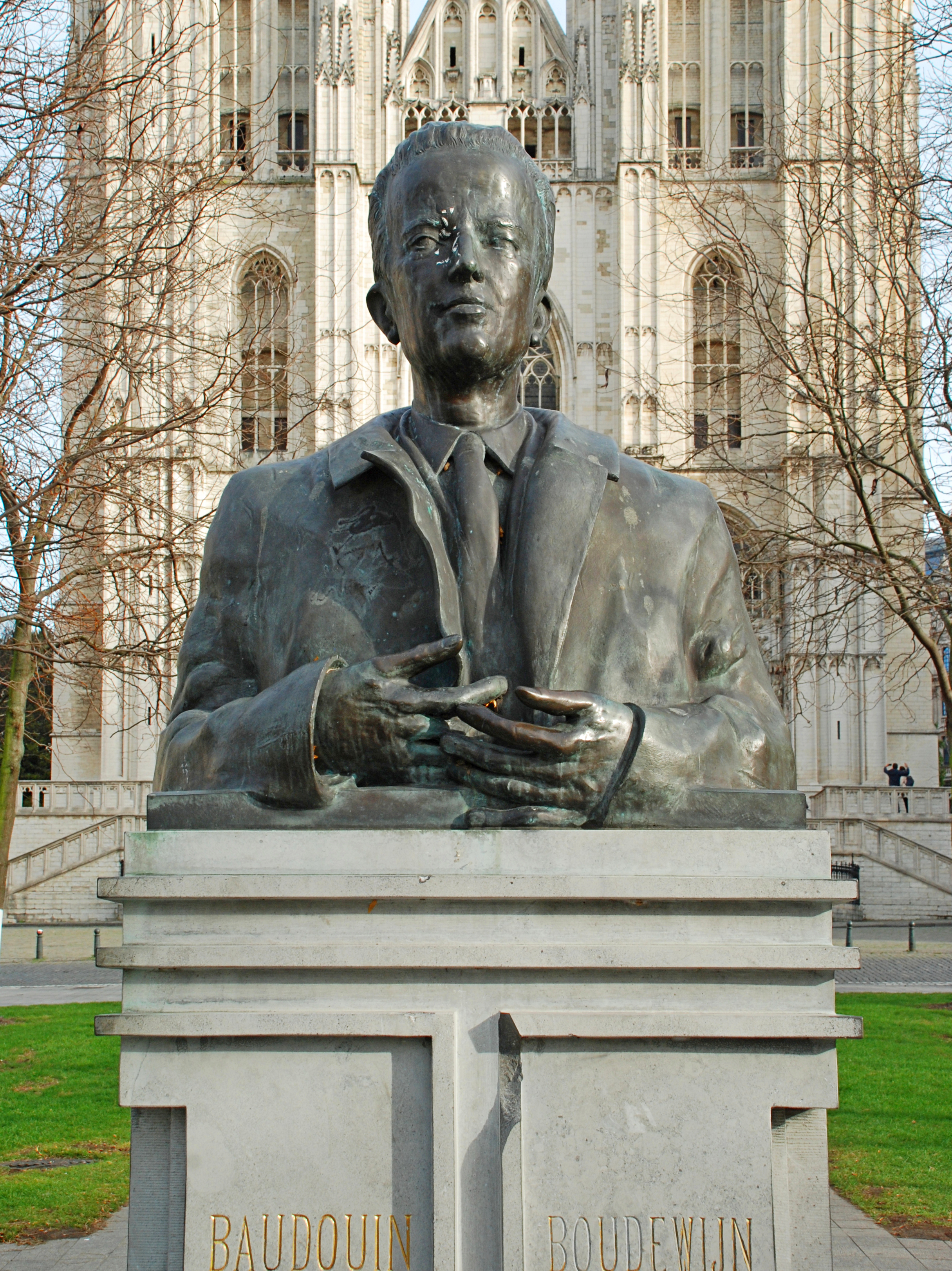
Détail du buste.

### Construction
Le buste du roi Baudouin est l'œuvre du sculpteur Henri Lenaerts.
Le 5 août 1996, le buste est inauguré au centre administratif de la Ville de Bruxelles, en présence du bourgmestre François-Xavier de Donnea, de l'échevin de l'urbanisme Henri Simons, ainsi que de l'aide de camp du roi Albert II et de représentants de comités de quartier de Bruxelles-Centre,.
Le 25 septembre 2010, un hommage est rendu à la statue du roi Baudouin  pour commémorer les 180 ans de la révolution belge.

### Vandalisme militant
Le 12 juin 2020, le monument est aspergé de peinture rouge et le mot « Réparation » est tagué à l'arrière du socle en pierre bleue,,,,.
Cette dégradation survient dans le contexte des retraits et dégradations de statues survenus en juin 2020 après l'assassinat de George Floyd aux États-Unis, comme le retrait de la statue de Léopold II située dans le quartier anversois d'Ekeren après avoir été la cible de dégradations à plusieurs reprises, la vandalisation de la statue équestre de Léopold II à Bruxelles qui a été recouverte de plusieurs inscriptions après la manifestation « Black Lives Matter » qui a rassemblé plus de 10.000 personnes contre le racisme le 7 juin 2020 à Bruxelles,,,, et le déboulonnage sauvage d'un buste du roi Léopold II situé sur le square du Souverain à Auderghem, jeté à terre à coups de masse puis tagué de peinture rouge,.

## Description
Le monument est composé d'un buste du roi Baudouin en bronze dressé sur un socle en pierre bleue, orné sobrement des mots « Baudouin » et « Boudewijn » sous lesquels figurent chaque fois la lettre « B » surmontée d'une couronne.